# Templars: In Sacred Blood
Albums de Moonchild
Nosferatu
(2012) The Hermetic Organ
(2012)
Templars: In Sacred Blood est le sixième album du projet Moonchild. À la formation originale (Baron-Dunn-Patton), se joint  John Medeski à l'orgue. Pour la première fois, Mike Patton chante des paroles, écrites par John Zorn.

## Titres
| No | Titre                   | Durée |
| -- | ----------------------- | ----- |
| 1. | Templi Secretum         | 5:34  |
| 2. | Evocation of Baphomet   | 5:27  |
| 3. | Murder of the Magicians | 4:14  |
| 4. | Prophetic Souls         | 6:21  |
| 5. | Libera Me               | 3:21  |
| 6. | A Second Sanctuary      | 6:07  |
| 7. | Recordatio              | 3:54  |
| 8. | Secret Ceremony         | 9:16  |

## Personnel
- Joey Baron - batterie
- Trevor Dunn - basse
- John Medeski - orgue
- Mike Patton - chant